# خيج (تشناران)
خيج (بالفارسية: خیج) هي قرية تقع في قسم غلمكان الريفي (مقاطعة تشناران) في إيران. يقدر عدد سكانها بـ 524 نسمة بحسب إحصاء 2016.